# Synagelides agoriformis
Synagelides agoriformis là một loài nhện trong họ Salticidae.
Loài này thuộc chi Synagelides. Synagelides agoriformis được Embrik Strand miêu tả năm 1906.